# Bumetopia sexpunctata
Bumetopia sexpunctata là một loài bọ cánh cứng trong họ Cerambycidae.